# Baldur's Gate: Tales of the Sword Coast
Baldur's Gate: Tales of the Sword Coast je ekspanzija za RPG igru Baldur's Gate, koja je izašla u jesen 1998. godine. Ekspanzija donosi dodatnih 20-30 sati igranja.

## Novosti u odnosu na Baldur's Gate
Ekspanzija donosi četiri nove regije. To su grad Ulgoth's Beard, otok vukodlaka, ledeni otok i Durlagov toranj. Novost je i povećanje maksimalnog iskustva (experience points) u igri, koji je povećan s 89000 na 161000 bodova. Ovo omogućuje igraču dostizanje većeg nivoa za svog lika. Ekspanzija također rješava neke bugove i donosi neke manje promjene u igri u odnosu na original. 

## Unutarnje poveznice
- Baldur's Gate

## Vanjske poveznice
- Službena Baldur's Gate: Tales of the Sword Coast stranica
- Widescreen Mod za igre bazirane na Infinity Engineu